# Carlos Oyarzún
Oyarzún  Guiñez est un nom espagnol. Le premier nom de famille, en général paternel, est Oyarzún ; le second, en général maternel, souvent omis, est Guiñez.
Pour les articles homonymes, voir Oyarzún.
Carlos Iván Oyarzún Guiñez, né le 26 octobre 1981 à Las Condes au Chili, est un coureur cycliste chilien, membre de l'équipe Aviludo-Louletano-Loulé Concelho. Il remporte le 9 mai 2010 la course en ligne des championnats panaméricains, après avoir gagné, la veille, l'argent dans le contre-la-montre. Il récidive, trois ans plus tard, en s'imposant dans le contre-la-montre des championnats panaméricains 2013. À la suite d'un contrôle positif en 2015, il est suspendu quatre ans pour dopage.

## Repères biographiques
Depuis six ans, Carlos Oyarzún habite à Oviedo. En 2011, il signe pour la première fois un contrat avec une équipe de l'UCI Pro Tour, l'équipe cycliste Movistar.
Il devient le premier Chilien à disputer le Tour d'Italie.
Non conservé par la formation espagnole, il signe un contrat avec l'équipe continentale danoise J.Jensen-Sandstod Salg Og Event, au mois d'avril 2012. Son objectif est de représenter son pays lors des Jeux olympiques de Londres, puis de remporter le Tour du Chili, deux années consécutivement, en 2013 et en 2014. Ce contrat tient peu de temps puisqu'il s'engage rapidement avec une équipe de l'Élite amateur espagnole UPV - Bancaja. Avec celle-ci, il se présente au départ du Tour de Colombie. Quelques semaines plus tard, il dispute la Clásica Ciudad de Girardot, avec une équipe engagée sous les couleurs de la mairie de Girardot, et comme en 2010, il s'adjuge l'étape chronométrée. Il change de nouveau d'équipe, début août et intègre la formation Gomur-Cantabria Deporte-Ferroatlántica. Au mois de septembre, il s'impose dans la 2e édition de la Volta a la Província de València, course par étapes du calendrier amateur espagnol. Il assortit cette victoire au classement général final, du classement de la régularité et du gain de la deuxième étape.
Il commence la saison 2013 au sein de l'équipe continentale portugaise Louletano-Dunas Douradas. Il remporte l'épreuve d'ouverture du calendrier lusitanien, la Prova de Abertura – Troféu Cidade de Loulé, en règlant un petit groupe d'échappés. Au mois de mai de cette année-là, il défend les couleurs chiliennes aux Championnats panaméricains au Mexique. Il y devient champion du contre la montre. Il finit la saison par une sixième place dans le Chrono des Nations.
En 2014, il reste au Portugal mais change d'équipe en signant pour Efapel-Glassdrive. En mars, il gagne la médaille d'argent du contre la montre des Jeux sud-américains mais fait part à la presse de sa déception.
En mai 2015, il devient champion panaméricain du contre-la-montre. En juillet, il est sélectionné pour participer aux Jeux panaméricains de Toronto mais le 20 juillet, le Comité olympique chilien annonce qu'Oyarzún est renvoyé à la maison après qu'il a été contrôlé positif lors d'un test de pré-compétition au FG-4592, un produit favorisant la production d'EPO par le corps humain,,. En septembre 2016, le Tribunal Antidopage de l'UCI le suspend 4 ans de toutes compétitions. Oyarzún fait appel auprès du Tribunal Arbitral du Sport, qui confirme la sentence.
En 2020, il rejoint l'équipe continentale angolaise BAI-Sicasal-Petro de Luanda. L'année suivante, il signe pour l'équipe Louletano-Loulé Concelho, mais n'obtient pas de résultats notables depuis son retour de suspension.

## Palmarès
- 2006
  - Vuelta a la Montaña Central de Asturias :
    - Classement général
    - 2e étape

  - 2e du Tour de La Corogne
  - 3e du Gran Premio San Antonio
  - 3e du Trofeo San Antonio
- 2007
  - Prueba Loinaz
  - Santikutz Klasika
  - 2e de la Clásica de Pascua
  - 2e de la Vuelta a la Montaña Central de Asturias
  - 2e du Trofeo Santiago en Cos
  - 3e du Tour de La Corogne
  - 3e du Tour de Galice
  - 3e du Tour de Salamanque
- 2008
  - Tour du Belize :
    - Classement général
    - 1re étape
- 2009
  - 2e étape du Tour de Galice
  - Classement général du Tour des comarques de Lugo
  - Tour de Tolède :
    - Classement général
    - 1re étape

  - Classement général du Tour de Salamanque
  - 2e du Circuit d'Escalante
  - 2e du Mémorial Juan Manuel Santisteban
- 2010
  -  Médaillé d'or de la course en ligne des championnats panaméricains
  - Mémorial Juan Manuel Santisteban
  - Tour des comarques de Lugo :
    - Classement général
    - 2e et 3e étapes

  - 1re étape du Circuito Montañés
  -  Médaillé d'argent du contre-la-montre des championnats panaméricains
  - 2e du Circuito Montañés
- 2011
  -  Médaillé de bronze du contre-la-montre aux Jeux panaméricains
- 2012
  -  Champion du Chili du contre-la-montre
  -  Champion du Chili sur route
  - 4e étape de la Clásica Ciudad de Girardot (contre-la-montre)
  - Tour de la province de Valence :
    - Classement général
    - 2e étape
- 2013
  -  Champion panaméricain du contre-la-montre
  - Prova de Abertura
- 2014
  -  Médaillé d'argent du contre-la-montre des Jeux sud-américains
  -  Médaillé de bronze du contre-la-montre des championnats panaméricains
- 2015
  -  Champion panaméricain du contre-la-montre
  - Tour d'Uruguay :
    - Classement général
    - 9e étape (contre-la-montre)

  - 2e étape du Tour du Rio Grande do Sul

## Résultats sur les grands tours

### Tour d'Italie
1 participation 
- 2011 : 112e au classement général.

## Classements mondiaux
| Année                                 | 2008 | 2009  | 2010 | 2011 | 2012 | 2013 | 2014 | 2015 | 2016 | 2017 | 2018 | 2019 | 2020 | 2021  |
| ------------------------------------- | ---- | ----- | ---- | ---- | ---- | ---- | ---- | ---- | ---- | ---- | ---- | ---- | ---- | ----- |
| Classement mondial                    |      |       |      |      |      |      |      |      | nc   | nc   | nc   | nc   | 856e | 1607e |
| UCI Europe Tour                       | nc   | 1016e | 352e |      | 548e | 481e | 471e | 877e | nc   | nc   | nc   |      |      |       |
| UCI America Tour                      | 34e  | 368e  | 10e  |      | nc   | 97e  | 127e | 20e  | nc   | nc   | nc   | nc   | 64e  | 258e  |
| UCI Oceania Tour                      | nc   | nc    | 72e  |      | nc   | nc   | nc   | nc   | nc   | nc   | nc   |      |      |       |
|                                       |      |       |      |      |      |      |      |      |      |      |      |      |      |       |
| Légende : nc = non classéSource : UCI |      |       |      |      |      |      |      |      |      |      |      |      |      |       |

## Résultats sur les championnats

### Championnats du monde professionnels

#### Contre-la-montre
2 participations.
- Copenhague 2011 : 34e au classement final[19].
- Florence 2013 : 26e au classement final[20].

| Jeux panaméricains Contre-la-montre 1 participation. 2011 : Troisième au classement final. Jeux sud-américains Course en ligne 1 participation. 2010 : 6 e au classement final [ 21 ] . Contre-la-montre 1 participation. 2010 : 4 e au classement final [ 22 ] . | Championnats panaméricains Course en ligne 4 participations. 2008 : 20 e au classement final [ 23 ] . 2009 : 15 e au classement final [ 24 ] . 2010 : Vainqueur de l'épreuve [ 25 ] . 2013 : 10 e au classement final [ 26 ] . Contre-la-montre 3 participations. 2010 : Deuxième de l'épreuve [ 27 ] . 2013 : Vainqueur de l'épreuve. 2014 : Troisième de l'épreuve |